# Navadni gadovec
Navadni gadovec (znanstveno ime Echium vulgare) je zelnata rastlina, domorodno razširjena po celotni Evropi ter zahodni in osrednji Aziji, od koder so jo zanesli tudi v severovzhodni del Severne Amerike.

## Opis
Navadni gadovec raste na obdelanih tleh, ob cestah in po pustih travnikih v sredogorju in nižjem visokogorju do nadmorske višine 2200 m. V višino zraste med 20 in 100 cm in ima pokončno, črno pikasto steblo, poraslo s štrlečimi belimi dlačicami. Iz stebla na gosto poganjajo črtalasto suličasti dlakavi listi, dolgi do 10 cm.
Od drugih srhkolistnic se loči po somernih modrih cvetovih, ki imajo zrasle čašne liste, pa tudi po drugače razporejenih prašnikih. Cvet je dolg od 12 do 22 mm, v njem pa je moder cvetni prah. 
Navadni gadovec cveti na suhih tleh od junija do oktobra

## Razširjenost in uporabnost
Navadni gadovec je domorodno razširjen po celotni Evropi ter zahodni in osrednji Aziji
V ameriški zvezni državi Washington je navadni gadovec uvrščen med invazivne vrste.